# Béla Czóbel
Béla Czóbel (ur. 4 września 1883 w Budapeszcie, zm. 30 stycznia 1976 tamże) – węgierski malarz awangardowy.
Urodził się w rodzinie węgierskich Żydów, był uczniem Béli Iványi-Grünwalda w szkole artystycznej w Nagybánya, która pełniła wówczas rolę kolonii artystycznej. W 1902 wyjechał na studia do Monachium, tam poznał Jules'a Pascina, Rudolfa Levy'ego i Waltera Bondy'ego. Dwa lata później poddał się powszechnie panującemu wówczas trendowi i wyjechał do Paryża, gdzie rozpoczął naukę w Académie Julian pod kierunkiem Jean-Paula Laurensa.
Początkowo tworzył w stylu naturalistycznym, którego nauczył się w Nagybánya. Po spotkaniu członków grupy Fauves w 1905 i obserwując ich obrazy wystawione na Salonie Jesiennym, zaczął używać mocniejszych barw. W marcu 1908 miała miejsce pierwsza wystawa indywidualna w Berthe Weill Gallery. Przyjaźnił się z André Dunoyeren de Segonzakiem, Georges'em Brakiem i Amadeo Modiglianim. Był zaliczany do tzw. Dzikich Węgrów, po powrocie na Węgry w 1909 został współzałożycielem grupy Nyolcak (Óśemki), która składała się z ośmiu artystów (Róbert Berény, Dezső Czigány, Béla Czóbel, Károly Kernstok, Ödön Márffy, Dezső Orbán, Bertalan Pór, Lajos Tihanyi). Po wybuchu I wojny światowej, aby uniknąć wcielenia do armii austro-węgierskiej, wyemigrował do Francji, a następnie do Holandii, mieszkał w Bergen, gdzie tworzył w stylu fowizmu. W 1919 przeprowadził się do Berlina, gdzie przyłączył się do grupy Die Brücke i do swojej twórczości dołączył styl Nowej Secesji. W 1925 po wielkiej wystawie ekspresjonistów przeniósł się ponownie do Francji, w 1927 przebywał w Nowym Jorku, gdzie jego obrazy brały udział w wystawie w Galerii Brummer. Od 1931 był zapraszany przez Ferenca Hatvanya do spędzania wakacji w jego zamku, w 1933 został odznaczony przez Szinyei Merse Pál Társaság. Na stałe Węgry powrócił w 1940 i zamieszkał Szentendre, stale uczestniczył w wystawach organizowanych w całej Europie, ale najczęściej w paryskiej Galerii Zak. W 1975 w Szentendre otwarto Muzeum Béli Czóbela, on sam zmarł w styczniu 1976 w Budapeszcie.
Muzeum Béli Czóbela zawiera stałą kolekcję twórczości artysty, część prac znajduje się w Centre Georges Pompidou, Węgierskiej Galerii Narodowej i wielu prywatnych kolekcjach, ponad dwadzieścia dzieł jest prezentowanych w Galerii Deak w Szekesfehervar.